# 政策情報学会

## 学会の概要
政策情報学会（せいさくじょうほうがっかい、英称: Association for Policy Informatics ）は、2004年11月に千葉商科大学などの政策系大学に関与した人々が中心となって立ち上げた学会。異なる立場の交流と対話を通じて、現実の様々な政策問題を探求、発見し、実際にその解決策を提示しつつ、社会の持続的発展に寄与する場（コンテクスト）となることを目指して活動を行っている。
2007年11月に日本学術会議協力学術研究団体に登録された。

## 「政策情報学」の概要
- 政策情報学は、専門閉塞型の個別科学をこえた、超領域的（Trans - disciplinary）あるいは諸科学横断的（Cross - disciplinary）な「知と方法」の開発・創造を意味している。
- また、その認識前提は、今日の複雑かつ多元的な難問題に有効に対処し、的確な問題解決策（政策）を提案し、実行し、評価するためには、これまでのような専門閉塞型の個別科学では限界があるというものである。
- さらに、政策情報学における「政策」とは、従来の政府を中心とした「公共政策」ではない、行動主体を個人であれ、集団・組織であれ、自治体・政府であれ、特定の主体に限定しない一般化されたものと捉えている点にその特徴がある。
- 学問分野として考えた際には、特定の問題に焦点を当てたとき、その解決のために、さまざまな分野（個別科学）から概念、モデル、理論を借用、導入して、組み合わせ、新たな意味と関連を与える枠組み（コンテクスト）であると言えよう。
- しかしながら、政策情報学は、未だに知的世界における市民権を得ているとは言いがたい。そのため、概要を示す資料が僅かであり、井関利明による 「「政策情報学」への途 : 新学会の設立によせて」（『CUC view & vision』, Vol.19, pp.36-41, 2005年）などを参照すると良い。

## 学会活動
- 研究大会
  - 毎年11月頃に開催されている。
    - 第1回研究大会（2005年11月26日；千葉商科大学）
    - テーマ：「政策学を創る；明日への展望」
    - 第2回研究大会（2006年11月25日；千葉商科大学）
    - テーマ：「社会的公正と政策情報」
    - 第3回研究大会（2007年11月17日；立命館大学）
    - テーマ：「戦略的イノベーションと政策情報学」
    - 第4回研究大会（2008年11月15日；慶應義塾大学）
    - テーマ：「転換期の政策創造」
    - 第5回研究大会（2009年11月14日；北九州市立大学）
    - テーマ：「サスティナブル社会の構築と政策情報；東アジア、環境、エコビジネス」

- 政策情報学フォーラム
  - 年に1回程度開催される小規模なワークショップである。
    - 第1回政策情報学フォーラム（2006年9月23日；立命館アジア太平洋大学）
    - テーマ：「東アジアの未来と人材育成の展望」
    - 第2回政策情報学フォーラム（2007年7月21日；千葉商科大学）
    - テーマ：「政策展望を持った大学教育」
    - 第3回政策情報学フォーラム（2008年7月19日；関西大学）
    - テーマ：「地球経営と政策創造」
    - 第4回政策情報学フォーラム（2009年7月11日；立命館東京キャンパス）
    - テーマ：「政策情報学とはなにか？」

- その他のイベント
  - 政策情報学会・日本学術会議経済政策研究連絡委員会研究発表会（2005年6月4日；千葉商科大学）
    - テーマ：「マルチ・ステークホールダーが本音をたたかわせるリスクコミュニケーション」

- 学会誌 
  - 査読付き学会誌とワーキングペーパーの2種類がある。
    - 『政策情報学会誌』
    - 『API Working Papers』

- 広報誌
  - 学会の活動を伝えるニューズレターがある。
    - Newsletter

## 組織
会長（第2期）
- 仲上健一（立命館大学政策科学部教授）

副会長（第2期）
- 樹下明（千葉商科大学大学院政策研究科客員教授）
- 藤川吉美（千葉商科大学大学院政策研究科客員教授）

理事会（第2期）
- 井関利明（慶應義塾大学名誉教授）
- 樹下明（千葉商科大学大学院政策研究科客員教授）
- 朽木量（千葉商科大学政策情報学部准教授）
- 小泉國茂（立命館サステイナビリティ学研究センター客員研究員）
- 國領二郎（慶應義塾大学総合政策学部教授）
- 周瑋生（立命館大学政策科学部教授）
- 竹下賢（関西大学法科大学院教授）
- 仲上健一（立命館大学政策科学部教授）
- 福谷正信（立命館アジア太平洋大学アジア太平洋マネジメント学部教授）
- 藤川吉美（千葉商科大学大学院政策研究科客員教授）
- 山神進（立命館アジア太平洋大学アジア太平洋マネジメント学部教授）
- 若井郁次郎（大阪産業大学人間環境学部教授）
- 加藤久明（立命館グローバル・イノベーション研究機構研究員）

## 事務局
事務局は当初、千葉商科大学に設置されていたが、2007年11月より関東支部となっている。本部は立命館大学衣笠キャンパスにある政策科学部周瑋生研究室に設置されている。
- 事務局本部
  - 〒603-8577　京都府京都市北区等持院北町56-1 立命館大学周瑋生研究室

政策情報学会事務局（関東支部）
- 事務局関東支部
  - 〒272-8512　千葉県市川市国府台1-3-1 千葉商科大学 7号館2F 気付

## 関連分野
- 政策
- 社会政策
- 公共政策
- 政策科学
- 総合政策学
- 環境情報学部
- 情報学